# Cloître Saint-Trophime
Le cloître Saint-Trophime de l’ancienne cathédrale d’Arles date du XIIe siècle et XIVe siècle.
L’emplacement de ce cloître est inhabituel car il n’est accolé ni à la nef ni au transept. Il communique avec le chœur au moyen d’un escalier de vingt-cinq marches. Ce cloître présente une forme approximativement rectangulaire de 28 m de long sur 25 m de large. Des dimensions comparables ne se retrouvent dans la région Provence que dans les cloîtres du Thoronet, de Sénanque ou de Montmajour.
L’édification du cloître débute peu après 1150 avec la construction de la galerie nord qui sera suivie de peu par celle de la galerie orientale. Il faudra attendre la fin du XIVe siècle pour voir l’achèvement du cloître avec les constructions de la galerie ouest puis de la galerie sud qui sera terminée sous l’épiscopat de Jean de Rochechouart (1390-1398). Il résulte de ces différentes périodes de construction, deux styles différents pour les galeries : le roman pour les galeries nord et est, et le gothique pour les galeries ouest et sud.
Le cloître traduit une recherche de la perfection plastique avec un remarquable équilibre des volumes et une grande qualité de la décoration sculptée.
Il fait l’objet d’un classement au titre des monuments historiques depuis 1846. Il est également inscrit au patrimoine mondial de l'UNESCO au titre des monuments romains et romans d'Arles depuis 1981.

## Plan général

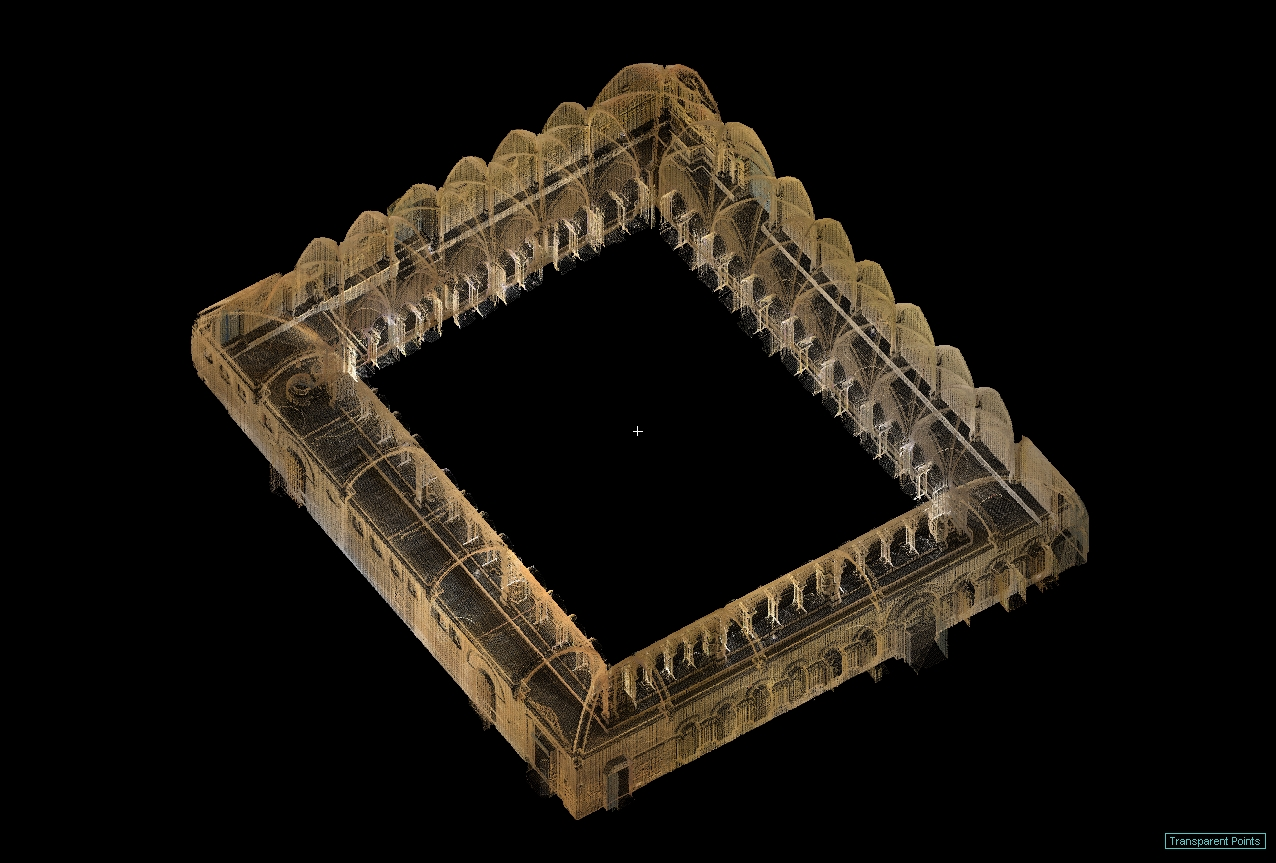
Représentation du cloître

Plan du cloître

Légende du plan: 1-Bélier, 2-La luxure, 3-Saint-Jean, 4-Saintes femmes, 5-Saint Trophime, 6-Résurrection, 7-Saint Pierre, 10-Acanthes, têtes humaines et griffons, 11-Résurrection de Lazare, 12-Acanthes, 13-Sacrifice d'Abraham, 14-Acanthes, 15-Balaam, 16-Pèlerin d'Emmaüs, 17-Christ ressuscité, 18-Second pèlerin, 19-Contrefort, 20-Acrobate, 21-Acanthes, 22-Anges et Abraham, 23-Acanthes et têtes, 24-Saint Paul, 25-Acanthes, 26-Têtes d'hommes, de bélier et de griffon, 27-Saint Jacques le majeur, 28-Christ montrant ses plaies, 29- Saint Thomas, 30-Contrefort, 31-Aigle, 32-Acanthes, 33-Remise des tables de la Loi à Moïse, 34-Feuilles, 35-Acanthes, aigle et têtes humaines, 36-Acanthe, 37-Acanthe et têtes d'hommes, 38-Saint Paul, 39-Ascension, 40-Saint Étienne, 41-Lapidation de saint Étienne, 42-Saint André, 43-Âne, 44-Tarasque, 45-Décor végétal, 46-Contrefort, 47-Acanthes, 48-Annonciation, 49-Feuillage, 50-Aigles, 51-Feuillage, 52-Annonce aux bergers, 53-Judas, 54-Christ à la colonne, 55-Bourreau, 56-Contrefort, 57-Atlante, 58-Acanthes, 59-Hérode, 60-Mufle de lion et masque humain, 61-Fuite en Égypte, 62-Acanthe, 63-Mages devant Hérode, 64-Roi Salomon, 65-Statue disparue, 66-Reine de Saba, 67-Contrefort, 68-Tête de lion, 69-Blason à l'aigle, 70-Feuillage, 71-Adoration des Mages, 72-Cavalier Constantin, 73-Entrée du Christ à Jérusalem, 74-Acanthes, 75-Dispersion des apôtres, 76-Gamaliel, 77-Baiser de Judas, la Cène et le lavement des pieds, 78-Bénitier d'angle, 79-Baptême et tentation du Christ, 80-Ange, 81-Tête de bouc, 82-lion et tarasque, 83-Bénédiction des Alyscamps, 84-Feuillage, 85-Vierge et l'enfant, 86-Feuillage, 87-Charlemagne, 88-Masque, 89-Barons condamnés, 90-Feuillage, 91-Pendaison des barons, 92-Griffon et sirène, 93-Charlemagne et Turpin, 94-Feuillage, 95-Lapidation de saint Étienne, 96-Tête grotesque, 97-Samson, 98-Personnage et dragons, 99-Sainte Marthe, 100-Décor floral, 101-Madeleine, 102-Décor floral, 103-Annonciation, 104-Monstre, 105-Couronnement de la Vierge, 106- Lion, 107-Pentecôte.

## Les galeries romanes
Chacune des deux galeries romanes comprend trois travées séparées par des doubleaux qui reposent sur des piliers carrés. Chaque travée s’ouvre sur le préau par quatre arcatures de plein cintre retombant sur des colonnettes jumelles rondes ou polygonales. Les travées sont séparées par de robustes piliers qui reçoivent la retombée du doubleau.

### Galerie nord

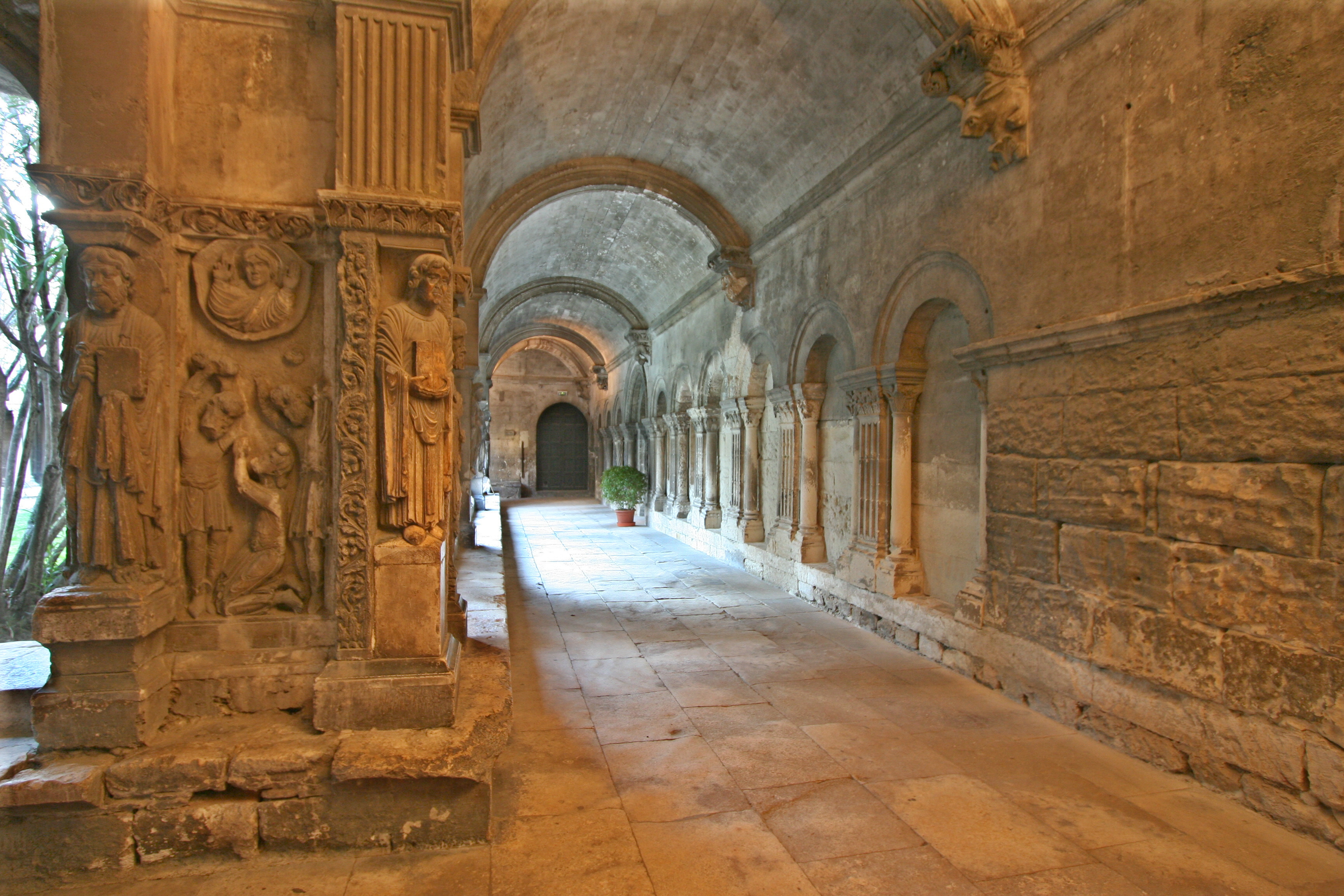
Galerie nord et pilier nord-est avec de gauche à droite:
saint André, la lapidation de saint Étienne et saint Étienne.

Les deux thèmes essentiels de la décoration sculptée de cette galerie nord sont la résurrection du Christ et la glorification des saints patrons de la ville : saint Trophime et saint Étienne.
Sur le pilier de l’angle nord ouest est figuré saint Trophime fondateur de l’église locale devenu au XIIe siècle le premier patron de l’abbatiale. À sa droite apparaît saint Pierre représenté certes en tant que prince des apôtres mais aussi et surtout parce qu’il aurait, selon la légende, envoyé saint Trophime en mission pour évangéliser les Gaules. À sa gauche est figuré saint Jean qui fut avec saint Pierre le témoin de la résurrection du Christ.

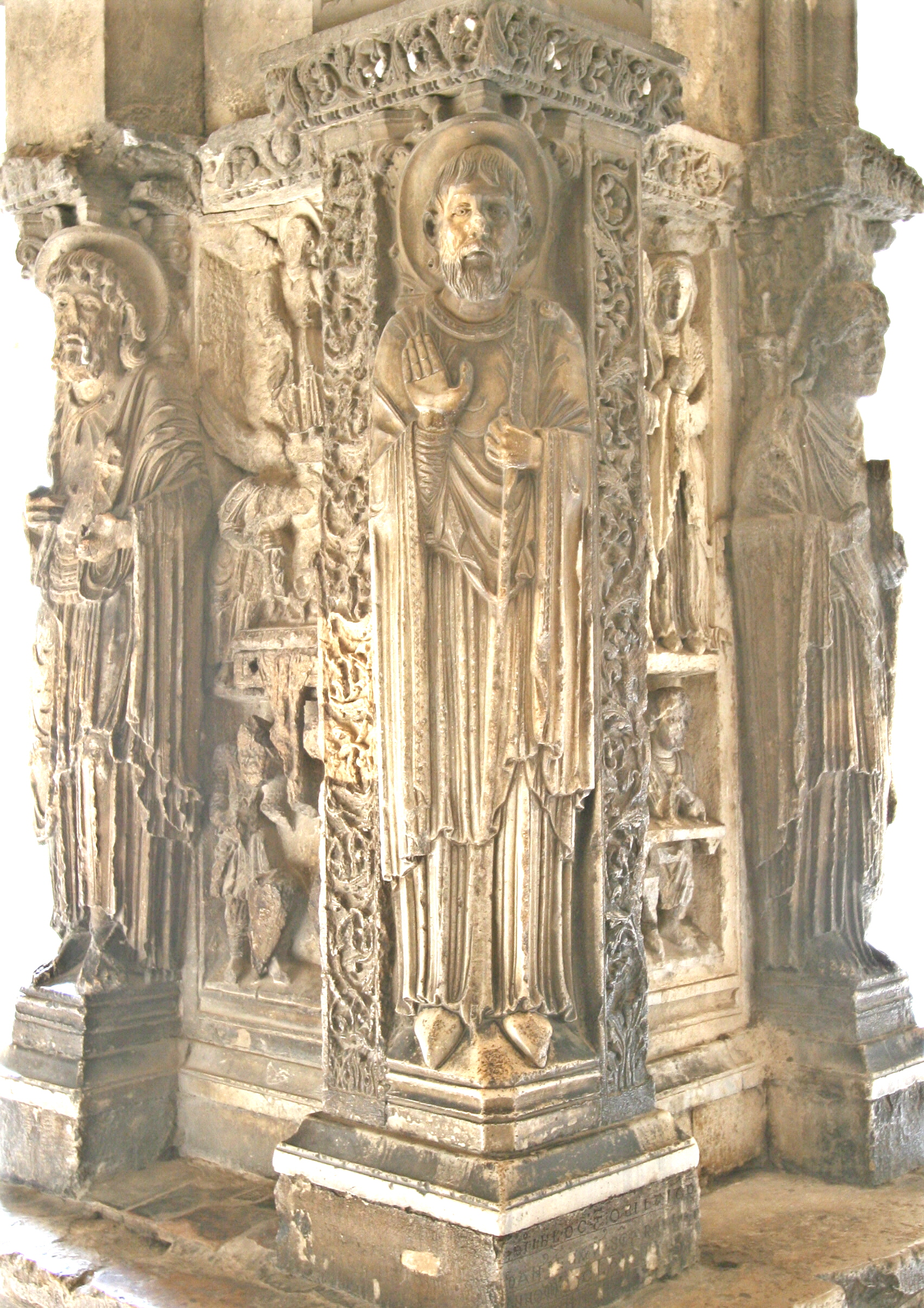
Pilier nord-ouest avec de gauche à droite:
saint Pierre, la résurrection, saint Trophime, les trois saintes maries et les marchands d'aromates, et saint Jean l'évangéliste.

Les trois statues de saint Trophime, saint Pierre et saint Jean sont d’une qualité exceptionnelle et comptent parmi les plus admirables sculptures romanes de Provence. Entre saint Jean et saint Trophime, un bas-relief représente le tombeau du Christ. Entre saint Pierre et Saint Trophime un autre bas-relief représente l’achat d’aromates par les saintes Maries pour embaumement du corps du Christ. Cet épisode est raconté dans l’évangile selon saint Marc : « Quand le sabbat fut passé, Marie de Magdala, Marie mère de Jacques et Salomé achetèrent des aromates pour aller oindre le corps (du Christ) » . Les marchands sont représentés occupés à compter leurs pièces. Cette scène des marchands est assez rare, mais se remarque aussi sur les frises de Saint-Gilles et de Beaucaire.

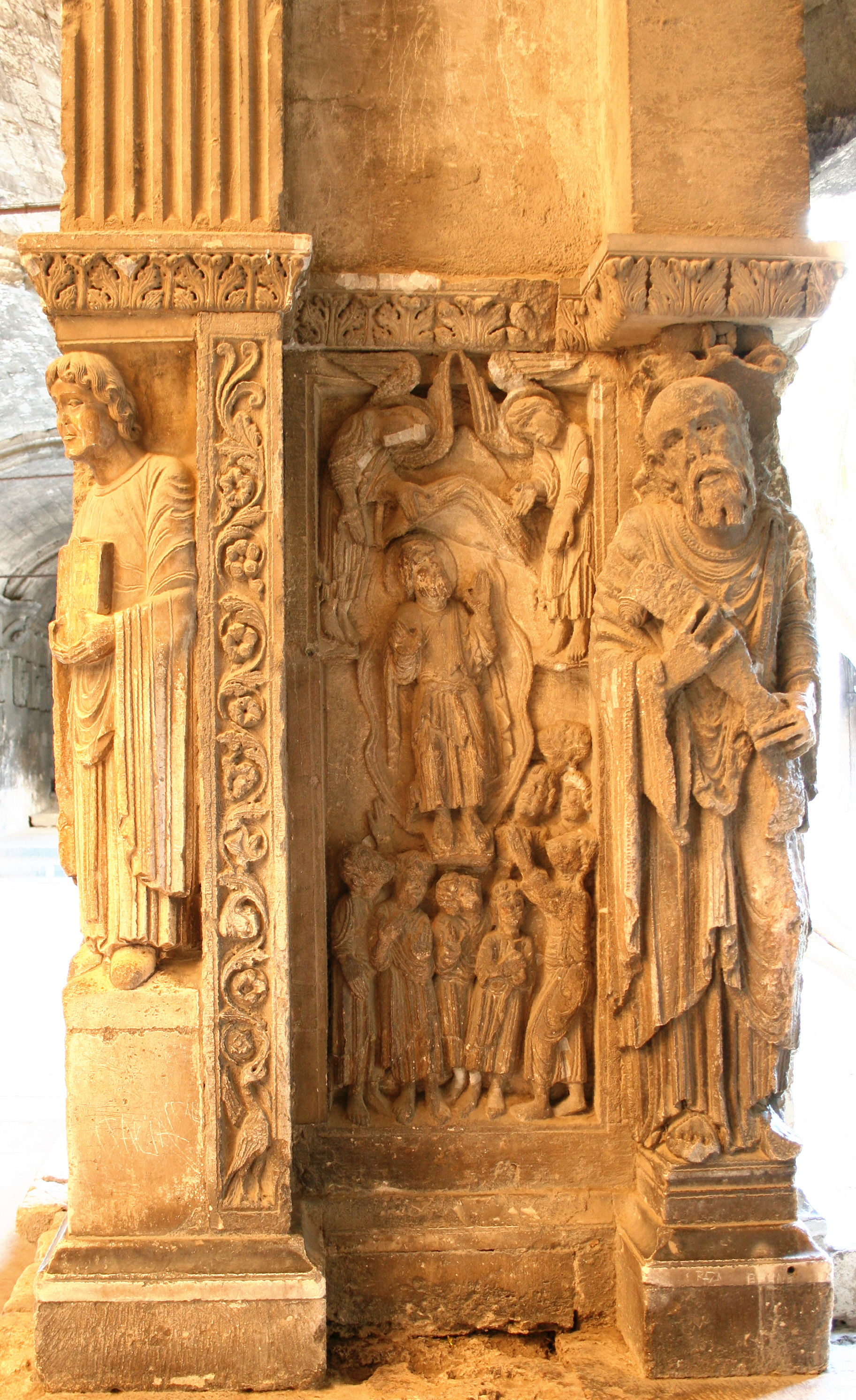
Pilier nord-est
saint-Étienne, l'Ascension et saint Paul

Les deux piliers médians de la galerie nord, de structure plus simple, sont consacrés à une représentation d’une scène unique à trois personnages. Sur le premier de ces piliers intermédiaires est figuré le Christ entouré des deux pèlerins d’Emmaüs. Cet épisode est raconté dans l’évangile selon saint Luc : deux pèlerins se rendant à Emmaüs, village proche de Jérusalem, sont abordés par le Christ ressuscité qui se joint à eux ; ils ne le reconnaissent que lorsqu’il disparaît. Le Christ, personnage central, est figuré portant un bâton et une musette décorée de petites fleurs. Un des deux pèlerins porte le bâton et la gourde du pèlerin ; il est coiffé d’un bonnet avec une coquille, évocation du pèlerinage à Saint-Jacques-de-Compostelle dont Arles était une étape. Au centre du pilier suivant, le Christ montre ses plaies à saint Thomas incrédule. Il est entouré à sa gauche par saint Jacques le Majeur identifiable par l’inscription gravée sur le livre qu’il tient à la main, et à sa droite par saint Thomas.
Le pilier de l’angle nord-est présente une composition symétrique à celle du pilier nord-ouest avec au centre la statue de saint Étienne qui a été le patron principal de la basilique pendant près de sept siècles ; à la gauche de saint Étienne est représenté saint Paul très reconnaissable à sa calvitie et à sa droite saint André. Deux bas reliefs s’intercalent également entre ces trois statues : l’un représente l’Ascension du Christ l’autre la lapidation de saint Étienne.

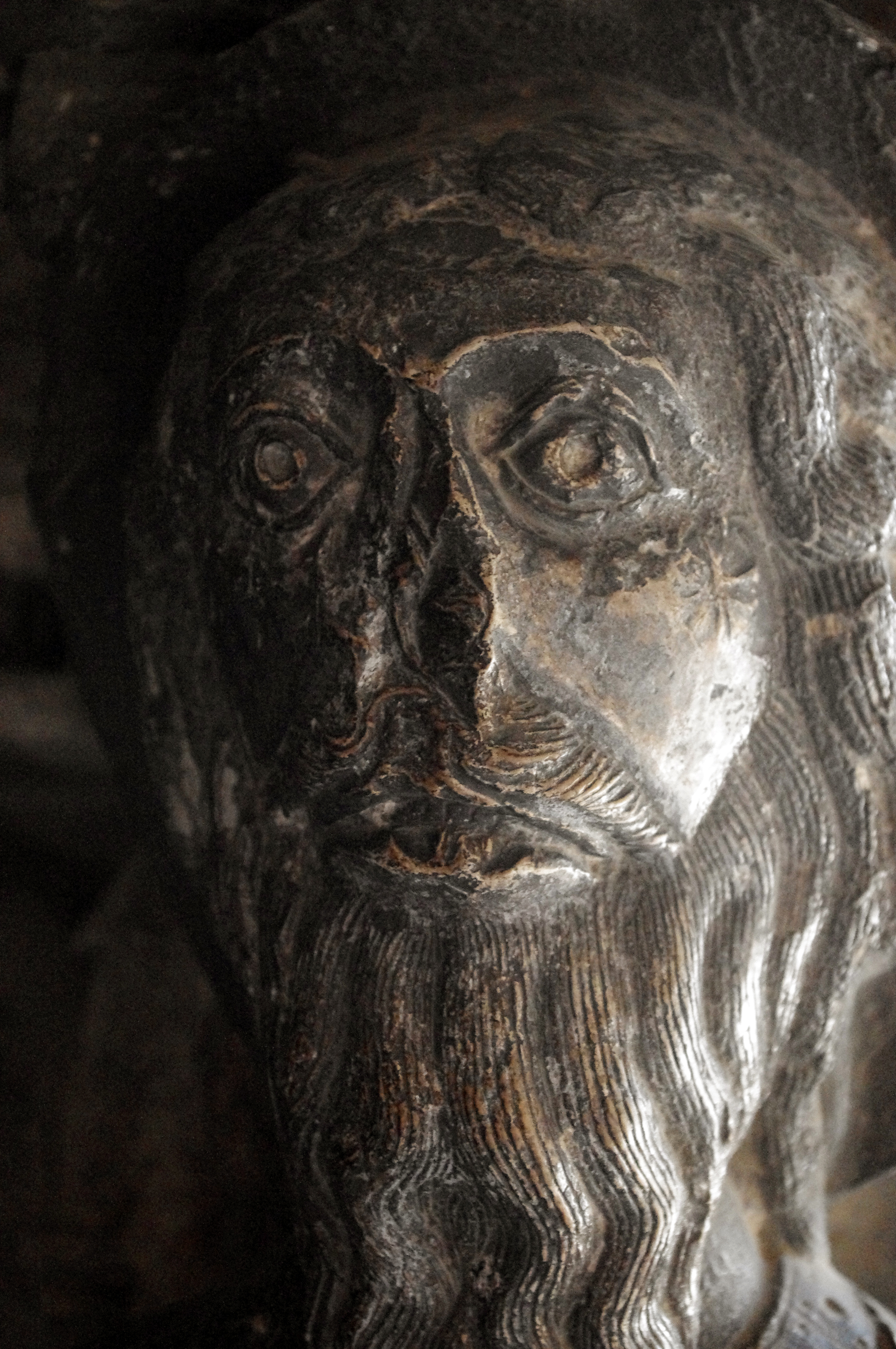
Tête de Gamaliel, galerie est

### Galerie est
Réalisée peu de temps après la galerie nord, cette galerie est plus large que la précédente avec une ordonnance générale semblable. Les représentations s’articulent autour de la vie et de la passion du Christ.
Le premier piler en venant de la galerie nord représente la flagellation du christ figuré torse nu attaché à une colonne. Judas est représenté avec une bourse contenant les deniers qu’il a reçu pour sa trahison.
La statue centrale du pilier suivant a disparu et seules subsistent celles qui l’encadraient : le roi Salomon et la reine de Saba.
Le pilier de l’angle sud-est est similaire à ceux de l’aile nord. On remarque un magnifique bénitier d’angle dont la vasque en forme de coquille est soutenue par un atlante. Une statue d’angle représente Gamaliel qui selon la légende serait le cousin de saint Trophime. De part et d’autre du bénitier on trouve également deux bas-reliefs : le premier représente le baiser de Judas, la cène et le lavement des pieds tandis que le second représente le baptême et les tentations du Christ.

## Les galeries gothiques

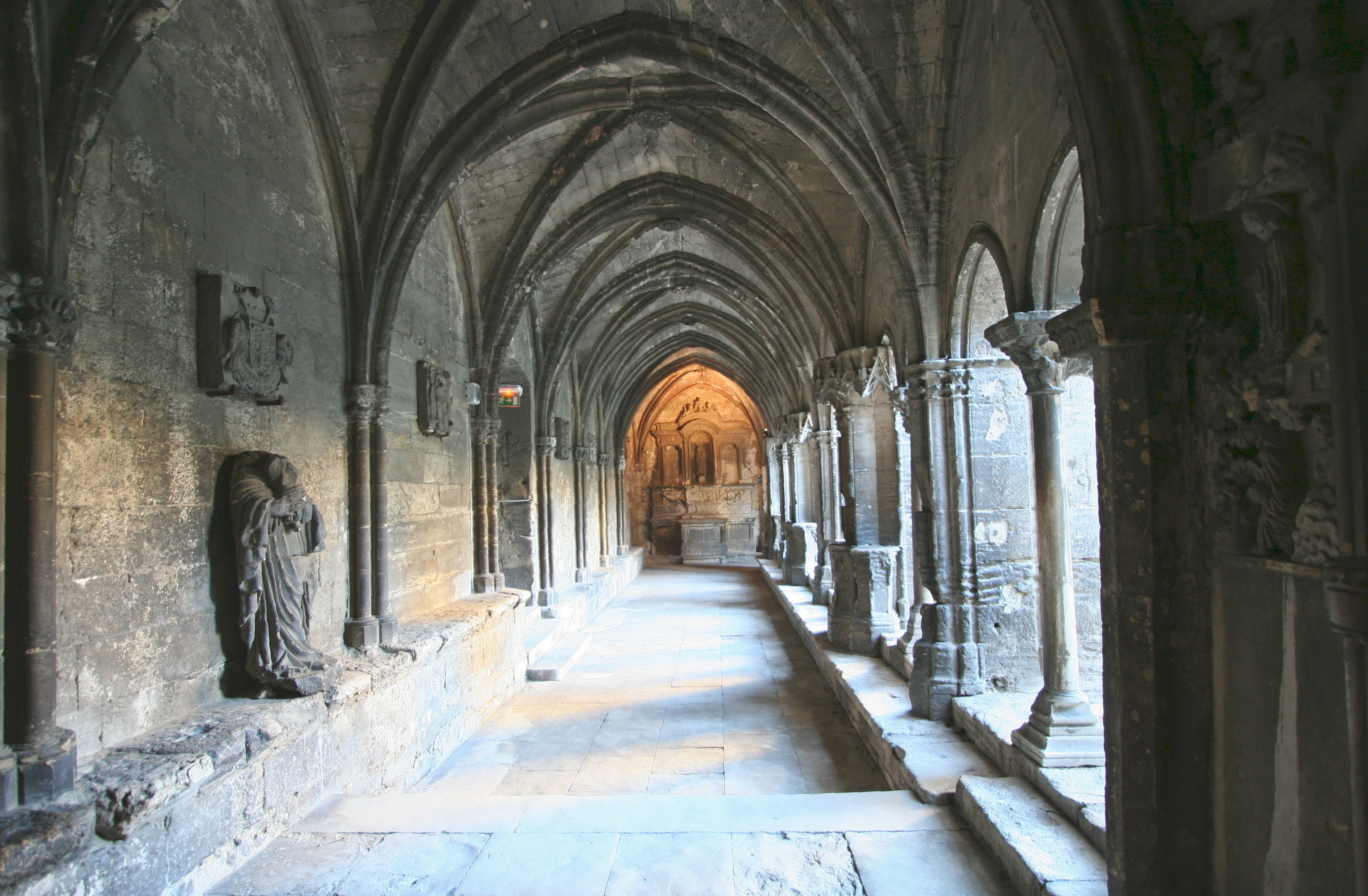
Galerie sud (gothique) du cloître Saint-Trophime - Arles

Les deux galeries gothiques voûtées sur croisées d’ogives s’ouvrent sur le préau par deux arcades qui retombent sur des colonnes géminées.

### Galerie sud
La galerie méridionale comprend six travées séparées par des piles alternativement minces et renforcées. Le programme iconographique est entièrement consacré au patron de la primatiale, saint Trophime. En effet les différentes scènes longtemps inexpliquées représentent les principaux épisodes du roman de saint Trophime, poème composé en 1221-1226 : Christ bénissant le cimetière des Alyscamps en présence de saint Trophime, et diverses épisodes d’un miracle : un jeune chevalier, coupable d’avoir giflé l’archevêque Turpin, est condamné à mort avec neuf de ses parents par Charlemagne. Toutes ces personnes sont pendues au gibet de Fourchon, mais grâce à l’intercession de saint Trophime, ils sont graciés par la main divine. Devant ce miracle Charlemagne pardonne.
Les niches de la galerie sud abritaient autrefois des statuettes.

### Galerie ouest
La galerie occidentale est datée du milieu du XVe siècle. Elle comprend sept travées séparées par des piliers identiques. Le programme iconographique est peu logique : lapidation de saint Étienne, Samson terrassant le lion, sainte Marthe et la tarasque, sainte Madeleine baisant les pieds du Christ et le couronnement de la Vierge.

Piliers et sculptures
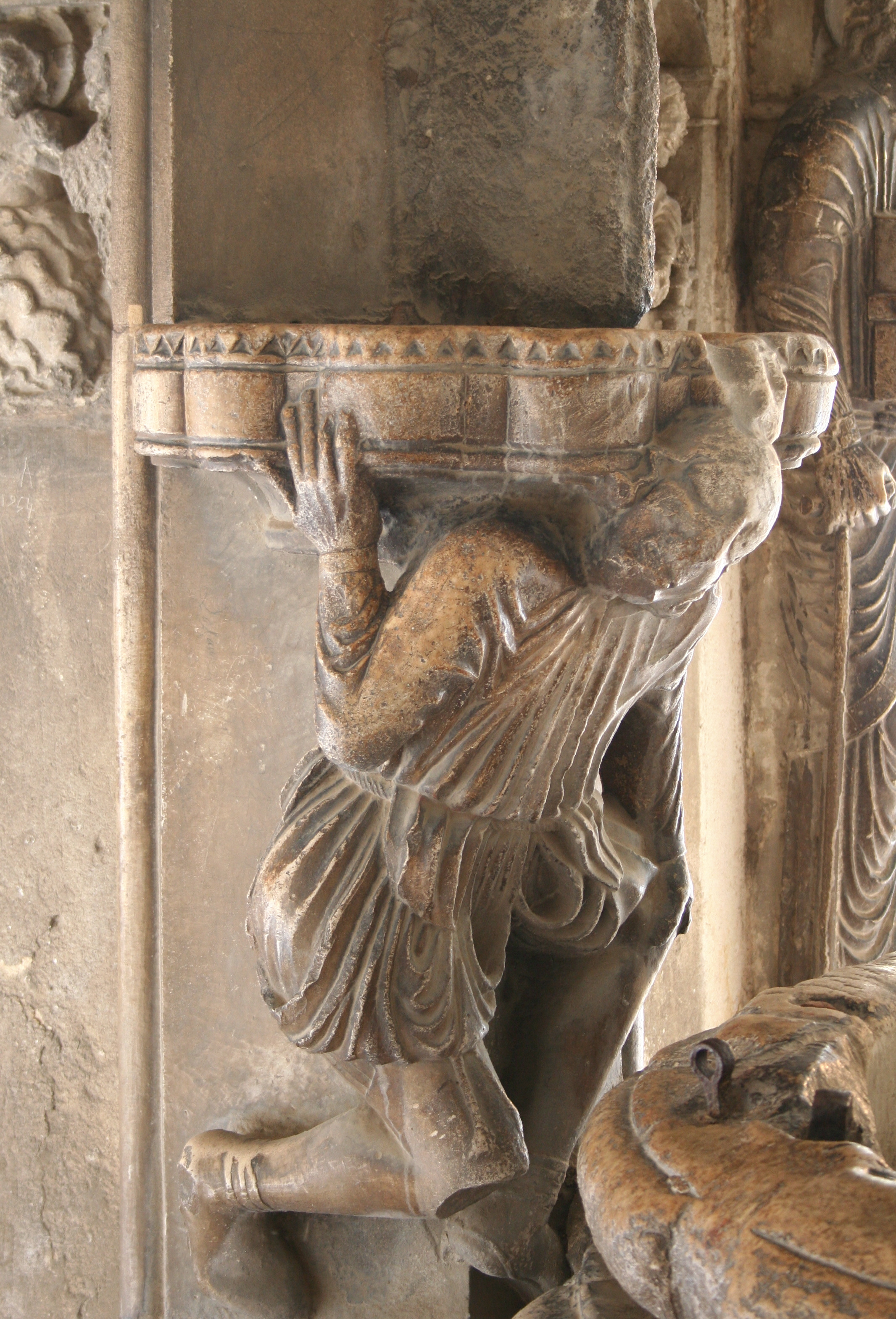
Pilier sud-est : Personnage accroupi supportant la vasque d'un bénitier.
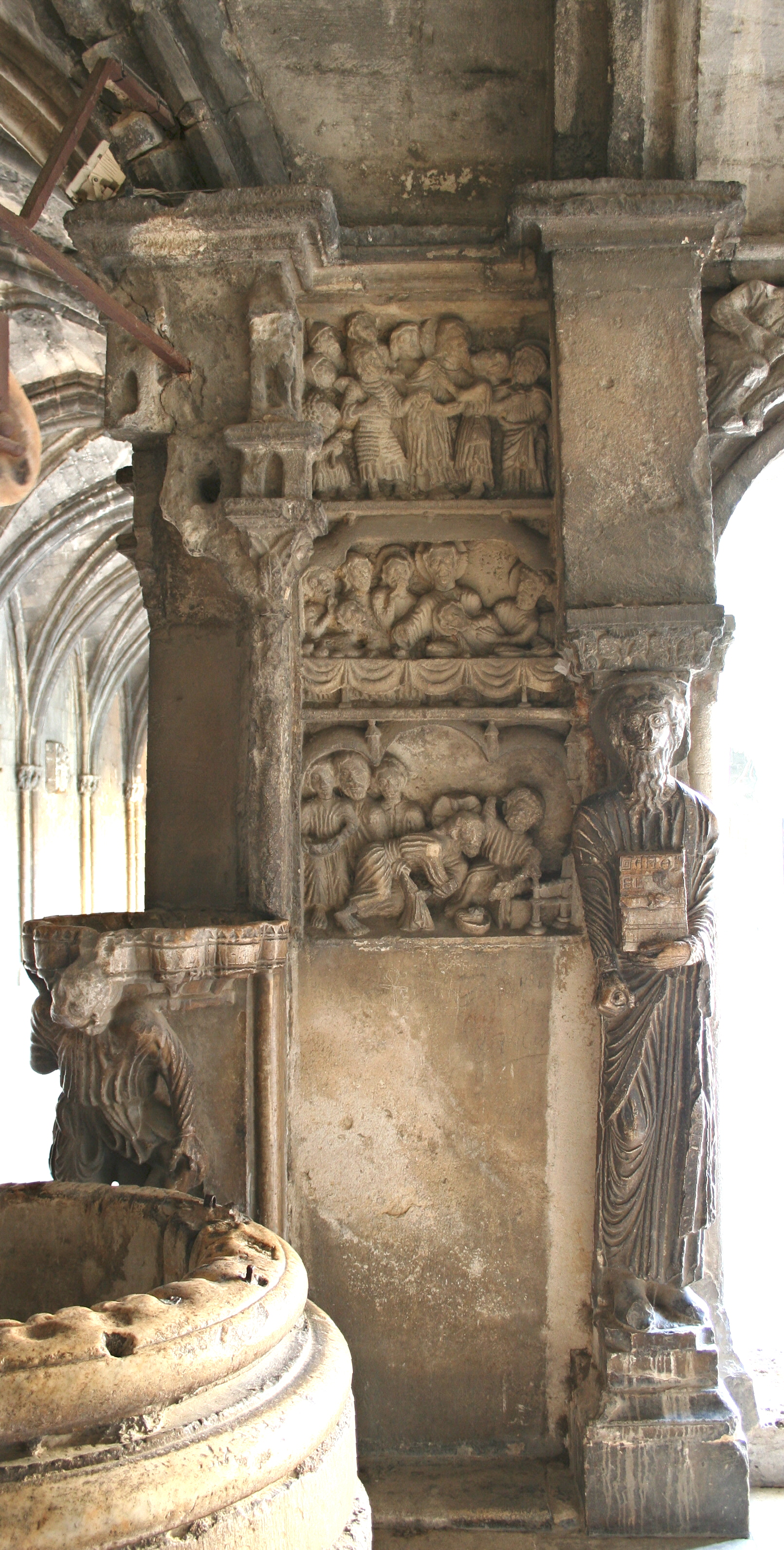
Pilier sud-est, de haut en bas : le baiser de Judas, la Cène et le lavement des pieds.
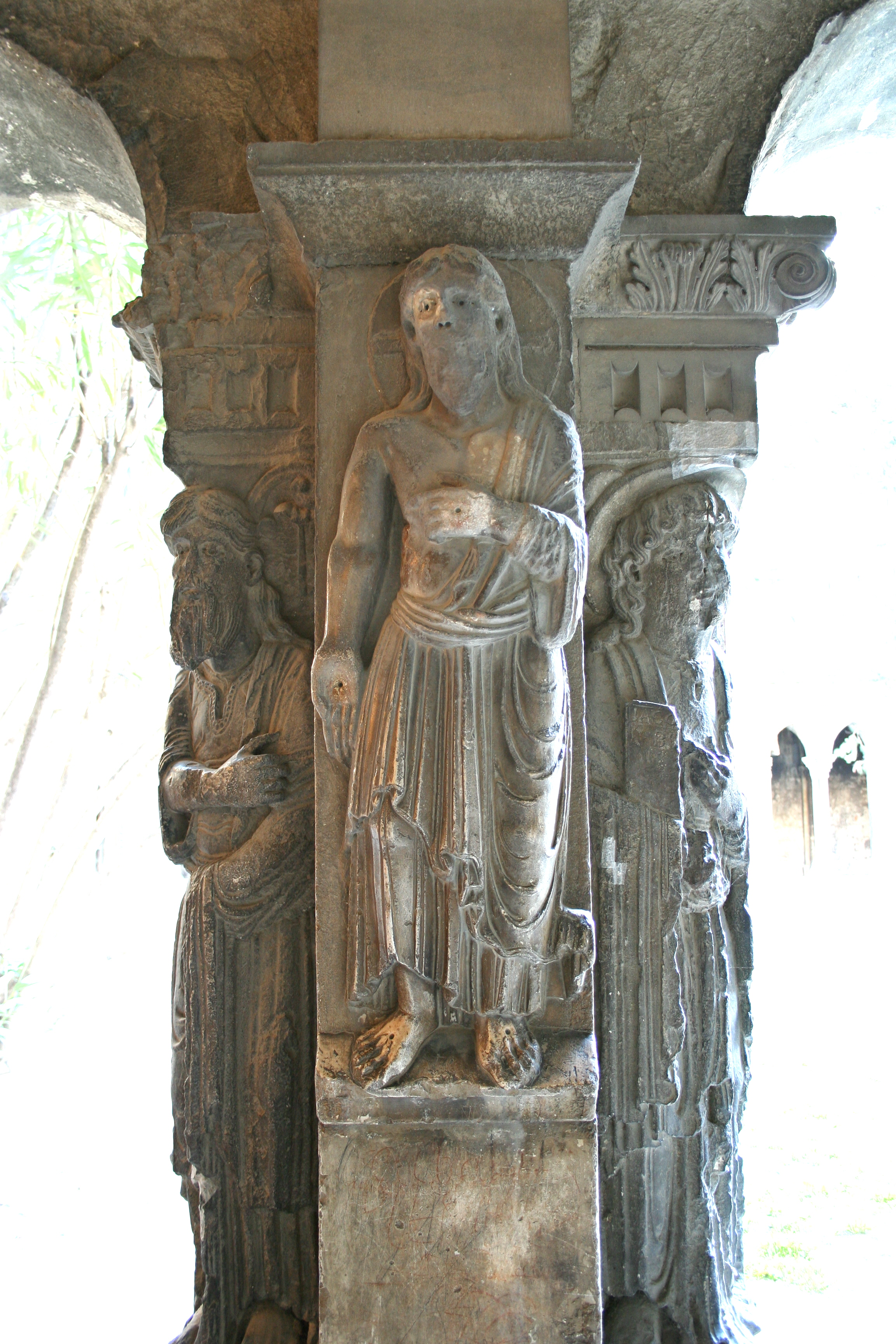
Pilier nord avec  de gauche à droite : saint Thomas, Christ montrant ses plaies et saint Jacques le Majeur.

## Les tapisseries

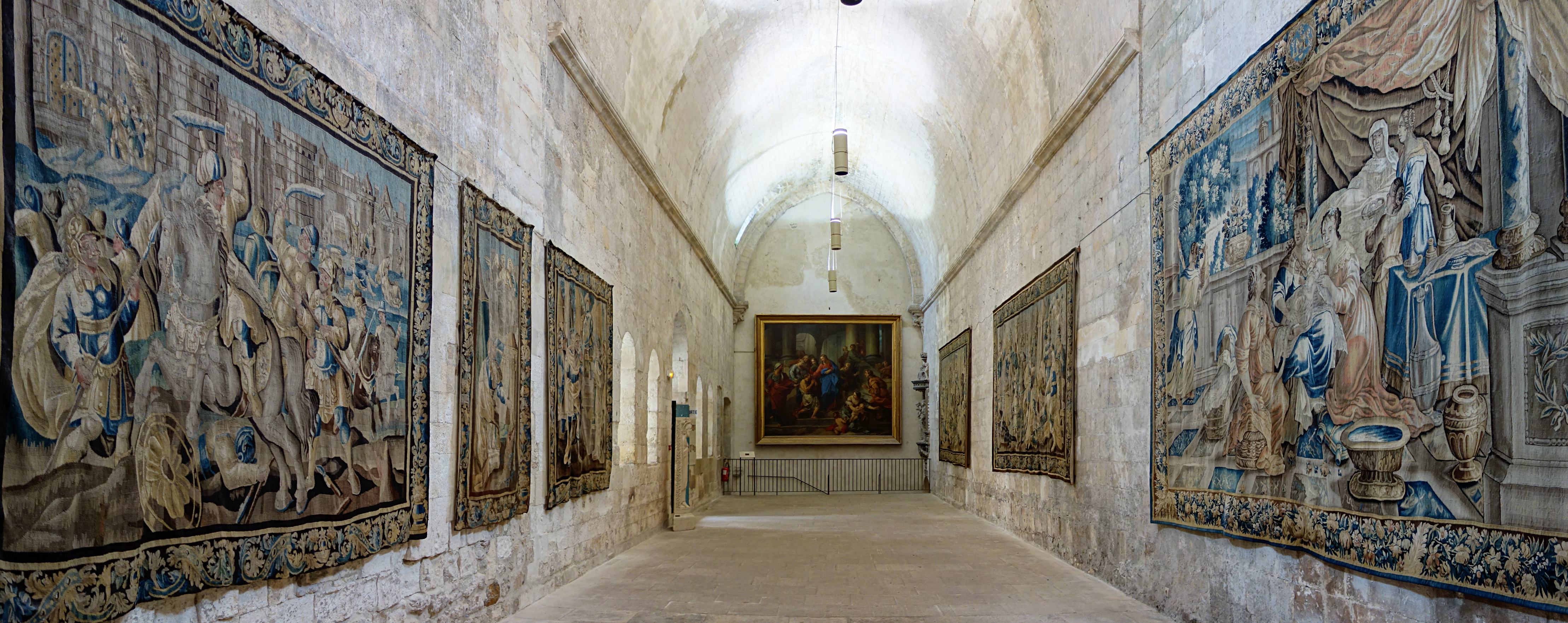
Salle des tapisseries.

Dans la salle capitulaire romane située au nord du cloître sont exposées six tapisseries de la fin du XVIIe siècle représentant des scènes de La Jérusalem délivrée avec Godefroy de Bouillon conduisant la première croisade et Tancrède de Hauteville. Ces tapisseries ont une bordure brune, ce qui permet d'affirmer qu’elles ont été créées dans les ateliers de la ville de Felletin.
La première tapisserie représente Godefroy de Bouillon agenouillé devant sa tente écoutant l'archange Gabriel lui révélant la volonté de Dieu. La seconde représente les chevaliers les plus fidèles autour de Godefroy de Bouillon devant le cercueil du chevalier Dudon, mort au combat. Sur la troisième figurent Clorinde venue de Perse pour combattre les chrétiens : elle est émue par le sort réservés aux fiancés Olinde et Sophronie accusés injustement de vol et condamnés au bûcher. Persuadée de l'innocence des amants elle implore le roi Aladin qui accorde sa grâce. La quatrième tapisserie représente Godefroy de Bouillon blessé par une flèche ; dans le coin supérieur droit, un ange qui veille sur lui cueille le dictame, plante aromatique et supposée à l’époque vulnéraire, et de sa main invisible en distille le suc dans les eaux destinées à laver les plaies du héros. La cinquième et sixième tapisserie ont le même motif ce qui était relativement fréquent à l'époque mais avec une bordure différente ; elles retracent le combat épique entre le chrétien Tancrède et le sarrasin Argant.
Une septième tapisserie, la seule tissée dans les ateliers d'Aubusson et identifiable grâce à sa bordure bleue, représente la naissance de Marie ; elle appartient à la tenture des Scènes de la vie de la Vierge dont les neuf autres éléments sont exposés dans la nef de l'église Saint-Trophime. Le décor est d'inspiration maniériste caractérisée notamment par le raffinement et l'élégance des personnages.

Tapisseries du cloître Saint-Trophime
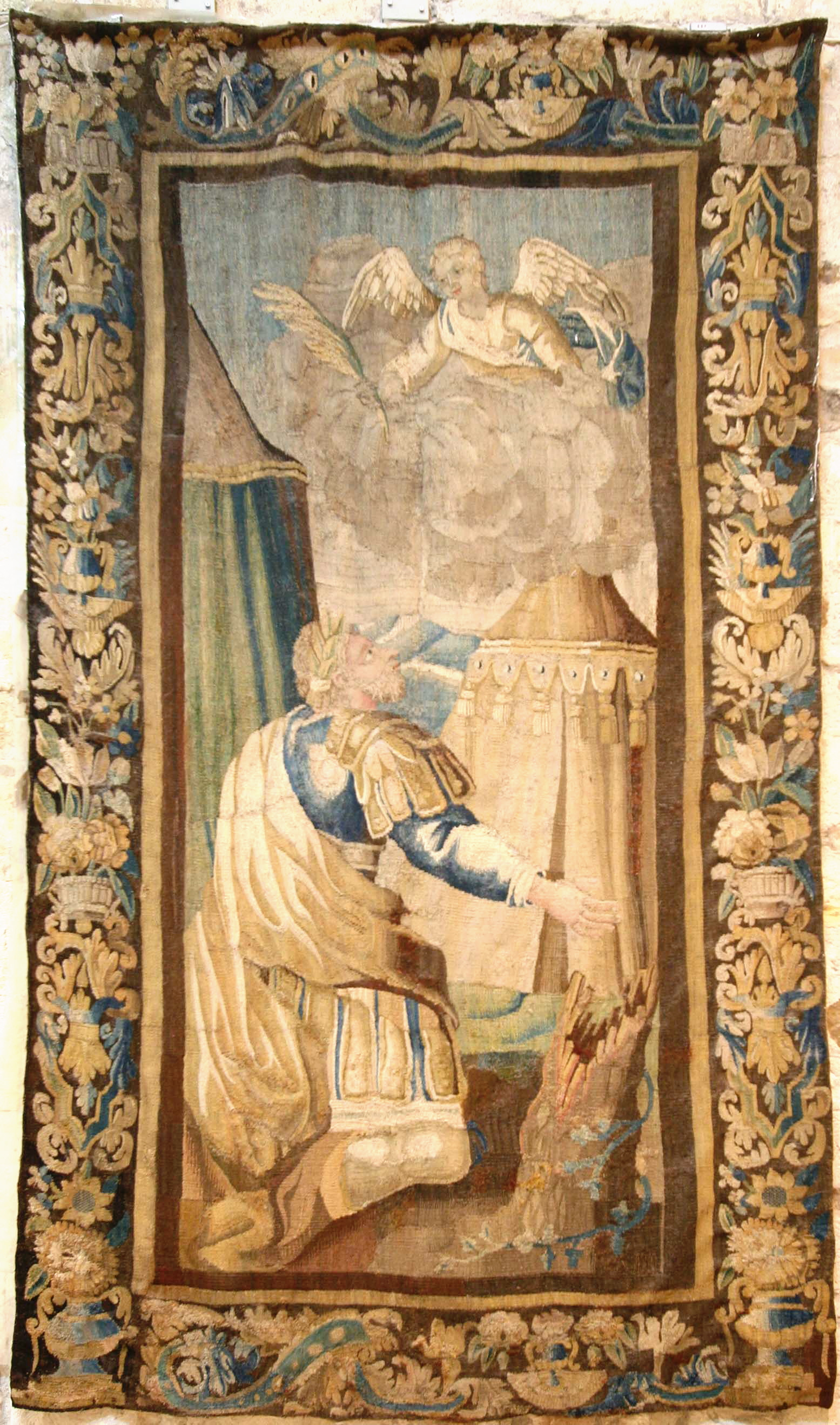
Godefroy de Bouillon et ange.
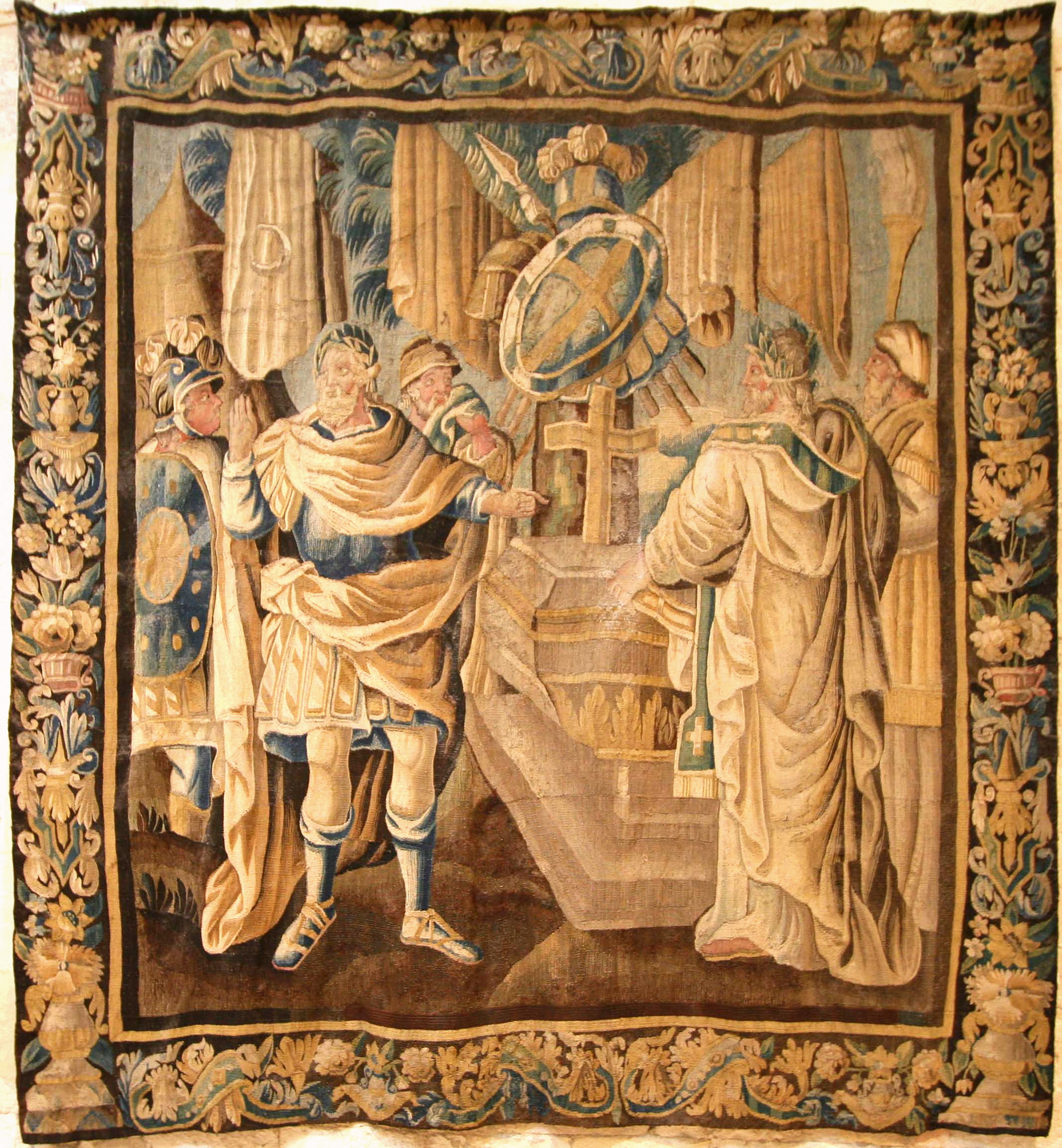
Mort du chevalier Dudon.
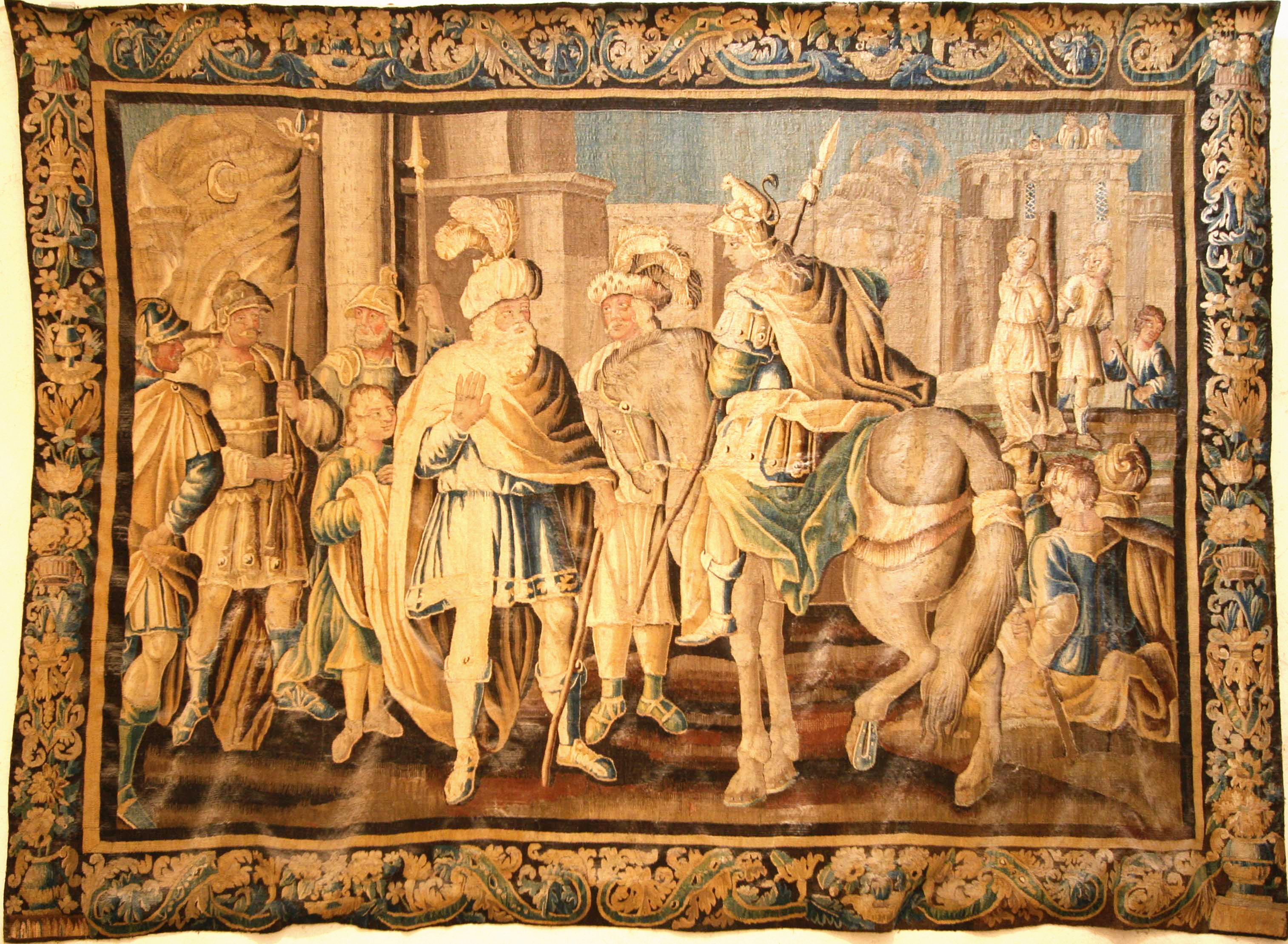
Aladin et Clorinde.
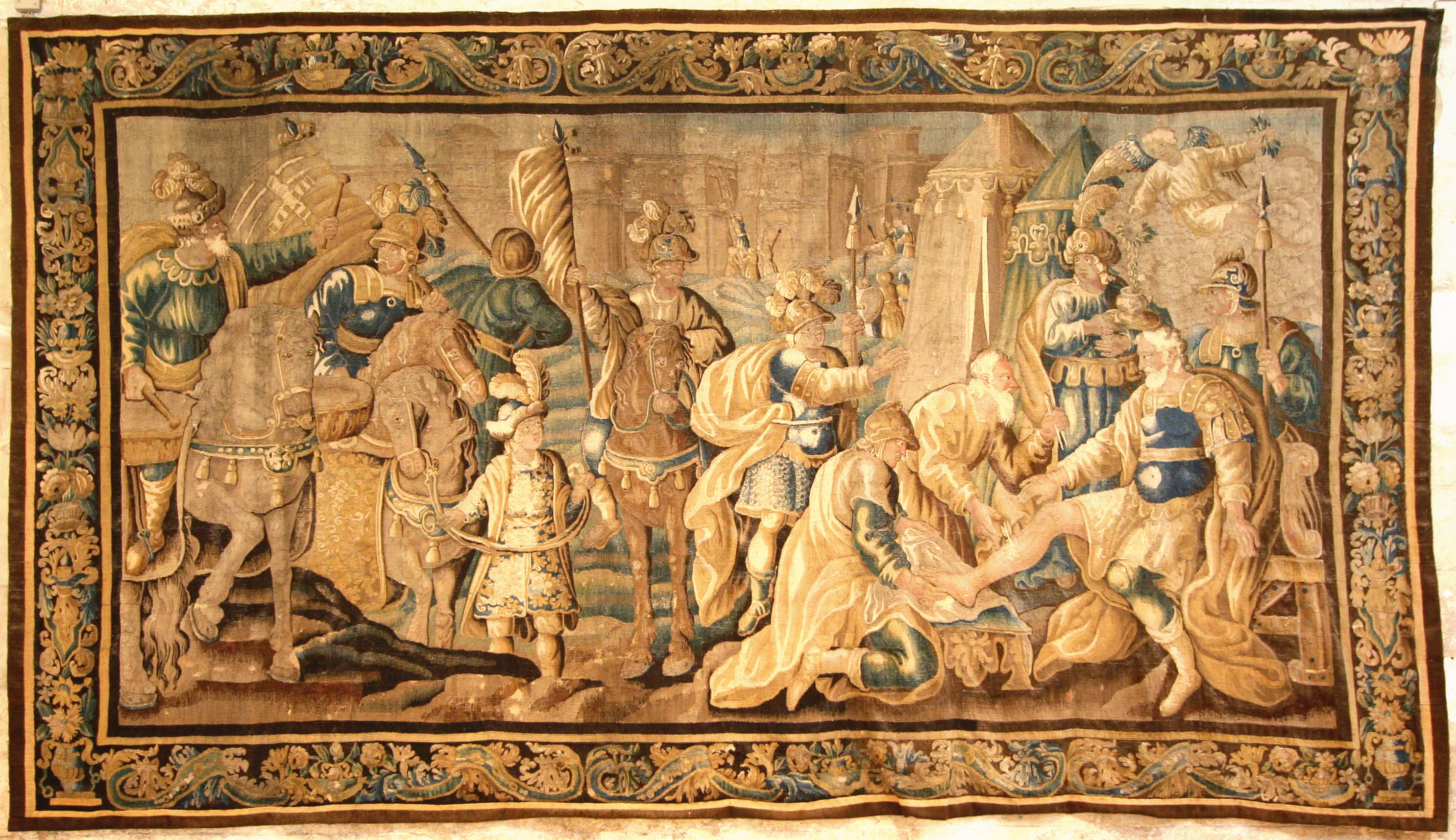
La blessure de Godefroy de Bouillon.
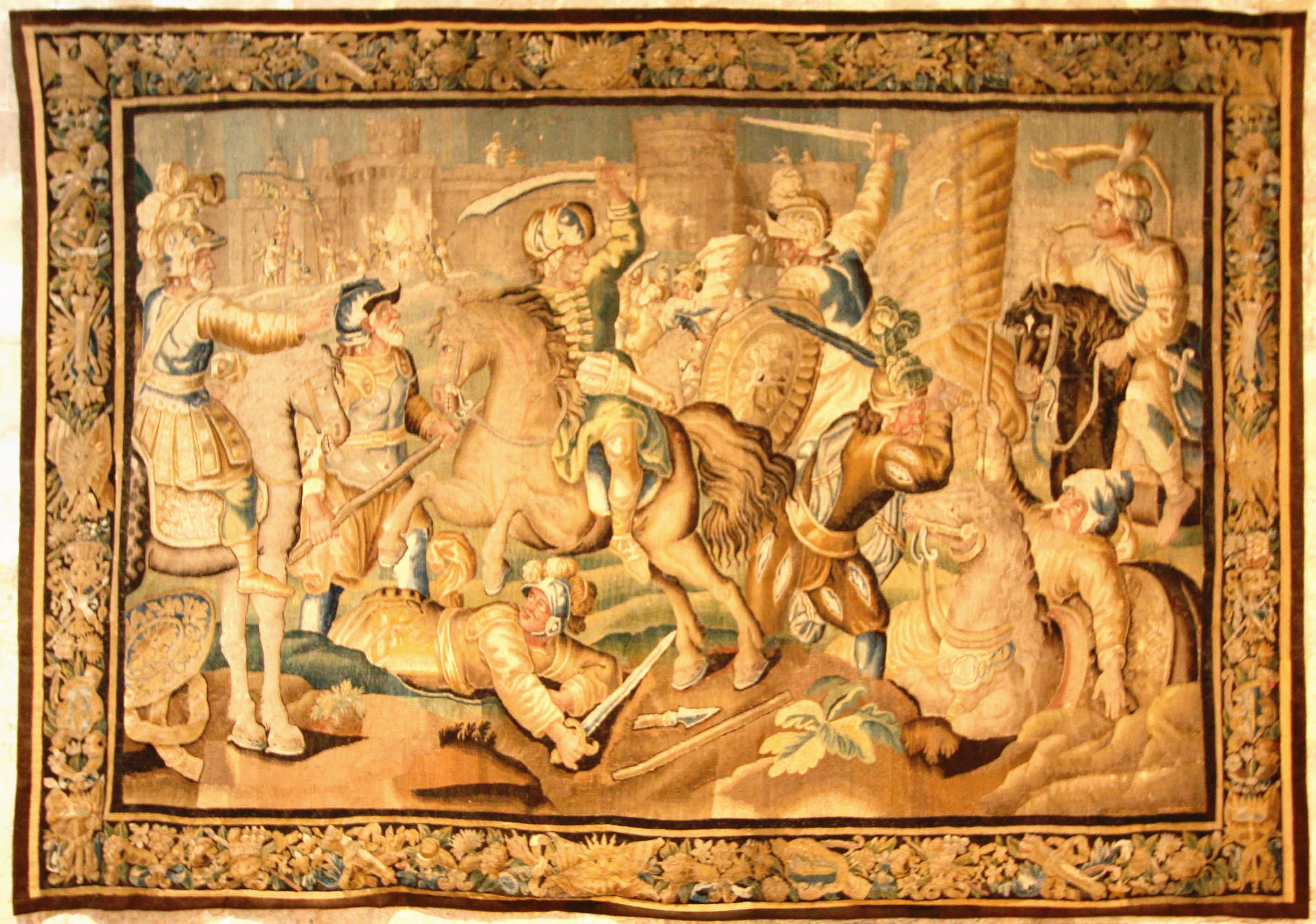
Combat de Tancrède et Argant.
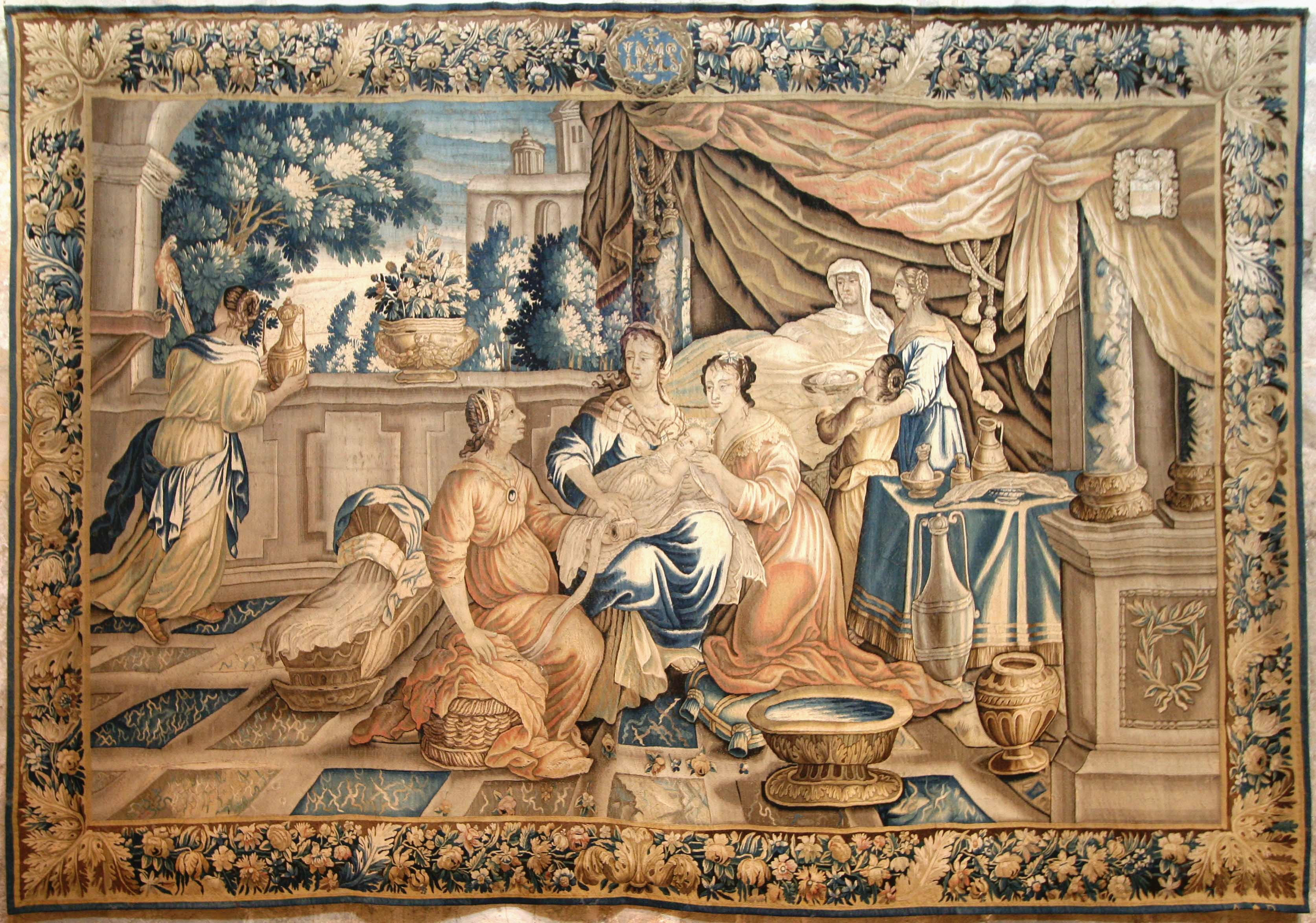
Naissance de Marie.